# Хатемалья
Хатемалья, Торговая — река в России, протекает в округе Вуктыл Республики Коми. Устье реки находится в 183 км по правому берегу реки Щугор. Длина реки составляет 48 км.
Река вытекает из горного озера Торговое на восточных склонах Исследовательского хребта Приполярного Урала. Исток находится близ границы с Ханты-Мансийским автономным округом и лежит на глобальном водоразделе Печоры и Оби, рядом берут начало верхние притоки реки Пуйва.
Хатемалья течёт по территории национального парка Югыд Ва, генеральное направление течения — юг, характер течения — бурный, горный. Всё течение проходит параллельно восточному склону Исследовательского хребта, в нижнем течении река протекает мимо принадлежащей этому хребту горы Хатемалья (высота НУМ 1052 м). В среднем и нижнем течении русло часто дробится на протоки, образует острова. В среднем течении скорость составляет около 2,5 — 2,0 м/с, в нижнем — 1,2 — 1,0 м/с. Ширина реки около 20 метров в среднем течении, достигает 80 метров в низовьях.
Впадает в Щугор к югу от горы Хатемалья-Тумп.

## Притоки
- 7 км: река Варьян-Салея (лв)
- река Лепта — Нидерма (пр)
- 16 км: река Педыя (лв)
- река Морт-Кулымшор (пр)
- 26 км: река Пыртиндырма (пр)

## Данные водного реестра
По данным государственного водного реестра России относится к Двинско-Печорскому бассейновому округу, водохозяйственный участок реки — Печора от водомерного поста у посёлка Шердино до впадения реки Уса, речной подбассейн реки — бассейны притоков Печоры до впадения Усы. Речной бассейн реки — Печора.
По данным геоинформационной системы водохозяйственного районирования территории РФ, подготовленной Федеральным агентством водных ресурсов:
- Код водного объекта в государственном водном реестре — 03050100212103000062217
- Код по гидрологической изученности (ГИ) — 103006221
- Код бассейна — 03.05.01.002
- Номер тома по ГИ — 03
- Выпуск по ГИ — 0